# Calodactylodes aureus
Espèce
Synonymes
- Calodactylus aureus Beddome, 1870

Statut de conservation UICN

 LC  : Préoccupation mineure
Calodactylodes aureus est une espèce de geckos de la famille des Gekkonidae. Le nom gecko indien doré est une traduction du nom anglais Indian golden gecko.

## Répartition
Cette espèce est endémique d'Inde. Elle se rencontre au Tamil Nadu, en Andhra Pradesh et en Orissa dans les Ghâts orientaux et dans le sud des Ghâts occidentaux.

## Description

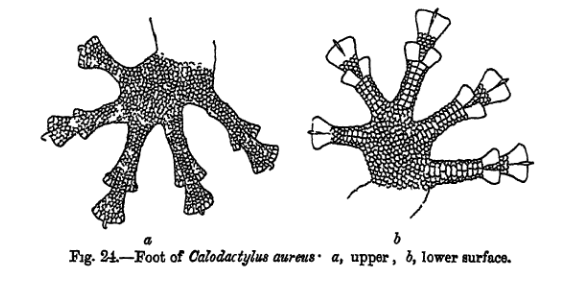
Pattes de Calodactylodes aureus

C'est un gecko de taille moyenne, pouvant atteindre 16 cm, dont près de la moitié pour la queue. Il a des écailles protubérantes sur le dos, une tête relativement large par rapport au corps, et possède des griffes rétractables aux doigts.
La couleur de base est le brun-beige, avec de petits points et lignes plus sombres.
Il est difficile de distinguer les mâles des femelles. Les mâles sont par exemple dépourvus de pores pré-anaux ou fémoraux comme de nombreuses autres espèces.
Cette espèce a été retrouvée en 1986.

## Publication originale
- Beddome, 1870 : Descriptions of some new lizards from the Madras Presidency. The Madras monthly journal of medical science, vol. 1, p. 30-35.